# جوزيف هنري بيلي
جوزيف هنري بيلي (بالإنجليزية: Joseph Henry Beale)‏ هو محامي أمريكي، ولد في 12 أكتوبر 1861 في بوسطن في الولايات المتحدة، وتوفي في 20 يناير 1943.

## وصلات خارجية
- جوزيف هنري بيلي على موقع الموسوعة البريطانية (الإنجليزية)